# Charmadas
Charmadas (altgriechisch Χαρμάδας Charmádas; * wohl 168/167 v. Chr.; † zwischen 102 und 91 v. Chr.) war ein antiker griechischer Philosoph. Er gehörte der Platonischen Akademie in Athen an.

## Leben
Charmadas stammte aus Alexandria und hat auch offenbar seine Jugend dort verbracht. In der Chronik Apollodors, aus der ein einschlägiges Fragment in den Academica (Academicorum index) des Philodemos überliefert ist, wird von einem jungen Mann berichtet, der im Alter von 22 Jahren zum ersten Mal nach Athen kam, als Aristophantos Archon war. Der nicht namentlich genannte Jüngling wird in der Forschung aufgrund der Beschreibung als Charmadas identifiziert. Das Jahr von Aristophantos’ Archontat, in dem er in Athen eintraf, war wahrscheinlich 146/145, so dass seine Geburt 168/167 anzusetzen ist. Womöglich stand die Übersiedlung des Philosophen nach Griechenland in Zusammenhang mit der Intellektuellenverfolgung, die in Alexandria nach der Machtübernahme von König Ptolemaios VIII. im Jahre 145 v. Chr. einsetzte. Das Vorgehen des Königs richtete sich gegen Anhänger seines Bruders und Vorgängers Ptolemaios VI., zu denen Lehrer des Charmadas und vielleicht auch er selbst gehört haben könnten. In Athen trat Charmadas in die Platonische Akademie ein. Damals befand sich diese Philosophenschule in der Epoche der „Jüngeren Akademie“, in welcher der Skeptizismus („akademische Skepsis“) die herrschende Auffassung war. Als Leiter (Scholarch) der Akademie amtierte der berühmte Philosoph Karneades, der prominenteste Repräsentant der akademischen Skepsis. Charmadas wurde einer von Karneades’ zahlreichen Schülern und nahm sieben Jahre lang an seinem Unterricht teil. Dann begab er sich nach Asien, wo er erfolgreich war und seine Beredsamkeit ihm Ansehen verschaffte.
Nach einiger Zeit kehrte er nach Athen zurück. Seine Überzeugungsfähigkeit, sein außergewöhnliches Gedächtnis und seine vorzügliche Bildung brachten ihm Wertschätzung ein, so dass er mit Leichtigkeit das Bürgerrecht erwerben konnte. Seine Gedächtnisleistung war legendär; Plinius der Ältere berichtet, er habe sich ganze Bücher einprägen und die Texte dann aus dem Gedächtnis abrufen können, als würde er sie vorlesen. Dabei handelte es sich um eine Naturbegabung, nicht um Mnemotechnik.
Charmadas betätigte sich nicht nur in der Akademie, wo er eine herausgehobene Stellung als Lehrer innehatte, sondern hatte auch eine eigene Schule im Ptolemaion, einem Gymnasion im Stadtzentrum. Bei dieser Schule handelte es sich anscheinend um eine staatliche Einrichtung, deren Leitung ihm anvertraut wurde, nicht um eine von ihm gegründete private Philosophenschule als Konkurrenzinstitution zur Akademie.

## Lehrtätigkeit
Von Schriften oder einem eigenständigen philosophischen Ansatz des Charmadas ist nichts bekannt. Karneades schätzte ihn und lobte seine Fähigkeit, den Unterrichtsstoff nicht nur inhaltlich korrekt wiederzugeben, sondern ihn so wie der Lehrer selbst darzustellen. Obwohl Charmadas vor allem mit seiner Beredsamkeit brillierte, teilte er die in der Akademie seit Platons Zeit herrschenden Vorbehalte gegen die Rhetorik. Nach einem Bericht des Sextus Empiricus gehörte er zu den Akademikern, welche den Vorrang der Philosophie vor der Rhetorik betonten und darauf hinwiesen, dass die Rhetorik schädlich sein könne und daher in manchen Staaten von den Regierungen bekämpft werde. Er befürwortete die Redekunst nur unter der Voraussetzung, dass sie im Rahmen der philosophischen Bildung vermittelt und in den Dienst philosophischer Bestrebungen gestellt wird. Den Unterricht nichtphilosophischer Rhetoriklehrer kritisierte er als nutzlos, da sie kein echtes Wissen besäßen, sondern sich nur mit Meinungen befassten und es eine rhetorische Technik nicht gebe. In dieser Polemik stützte er sich auf Platons Dialog Phaidros.
Zu seinen Hörern gehörten zwei prominente römische Politiker, Lucius Licinius Crassus und Marcus Antonius, der Großvater des gleichnamigen berühmten Feldherrn. Crassus und Antonius waren die beiden herausragenden römischen Prozessredner ihrer Zeit. Ihr Interesse an Charmadas richtete sich wohl mehr auf seine rednerischen Fähigkeiten als auf seine Philosophie. Cicero schildert in seinem Dialog „Über den Redner“ ein literarisch ausgestaltetes Streitgespräch über den Wert und Rang der Rhetorik, in dem Charmadas die Rhetorikschulen angreift. Dabei weist Cicero Antonius, der einer seiner Dialogteilnehmer ist, die Rolle des Berichterstatters zu, da Antonius Charmadas in Athen erlebt hat. Ansonsten sind durch Philodemos noch einige Schüler des Charmadas namentlich bekannt: Diodoros von Adramyttion, der später in seiner Heimat ein führender Politiker wurde und als Anhänger Mithridates’ VI. mit großer Brutalität gegen seine Gegner vorging, Apollodor von Tarsos, Heliodor von Mallos, Phanostratos von Tralleis,   der mit Psychagogie von Massen in Verbindung gebracht wird, und der Karneadesschüler Apollonios.
Die Lehrtätigkeit des Charmadas in der Akademie fiel zu einem großen Teil in die Zeit, in der Philon von Larisa, der letzte Scholarch der Jüngeren Akademie, die Schulleitung innehatte (ab 110/109). Sextus Empiricus und Eusebius von Caesarea schreiben Charmadas eine maßgebliche Rolle neben Philon zu. Daher ist zu vermuten, dass Charmadas ähnlich wie Philon einen gemäßigten Skeptizismus und nicht die radikale Variante von Philons Vorgänger Kleitomachos vertrat.